# 小松站
36°24′6.80″N 136°27′9.87″E / 36.4018889°N 136.4527417°E
小松站（日语：／ Komatsu eki */?）是位於日本石川縣小松市，屬於西日本旅客鐵道（JR西日本） 北陸新幹線及IR石川鐵道的IR石川鐵道線的鐵路站。

## 車站構造

### 新幹線

#### 站房
獨立建於在來線車站的東邊，共兩層。在來線轉乘需要利用連接兩站房的閘外自由通道進行。閘口設於地下中央靠向福井方，亦設有便利商店及小松市觀光事務所。

#### 月台
位於2樓，設有側式月台2個，另外中央設有2條供不靠站列車通過。各月台均設有一條樓梯及一部升降機，亦設有吸煙室。
| 月台 | 路線       | 方向 | 目的地         | 備註 |
| ---- | ---------- | ---- | -------------- | ---- |
| 11   | 北陸新幹線 | 上行 | 金澤、東京方向 |      |
| 12   | 北陸新幹線 | 下行 | 福井、敦賀方向 |      |

在2024年度的定期班次發車時間表中，「光輝號列車」只有晨早的501、502、及晚上517、518號停靠；「白鷹號列車」亦只有約半數停車；「劍號列車」則除了特快或半特快班次不停靠外，其餘均停靠。
月台的發車鈴聲是由作曲家松任谷正隆及其妻子、歌手松任谷由實所共同創作。

#### 歷史
- 2024年3月16日：隨北陸新幹線伸延，新幹線車站開業由。

### 在來線

#### 概要
本站在北陸本線年代的事務管理代碼是▲541434。本站是小松市的主要站和代表站。隨日本官設鐵道北陸線由福井站延伸至本站而開業，也是石川縣内首個鐵路車站，設於1893年，甚至早於縣廳所在地主要站金澤站。大部分特急列車在本站停車。約半數的列車在本站折返往金澤，白天金澤方向每小時有兩班普通列車。IR接管後，原本的特急列車都遭被廢除，只剩下普通列車。

#### 構造

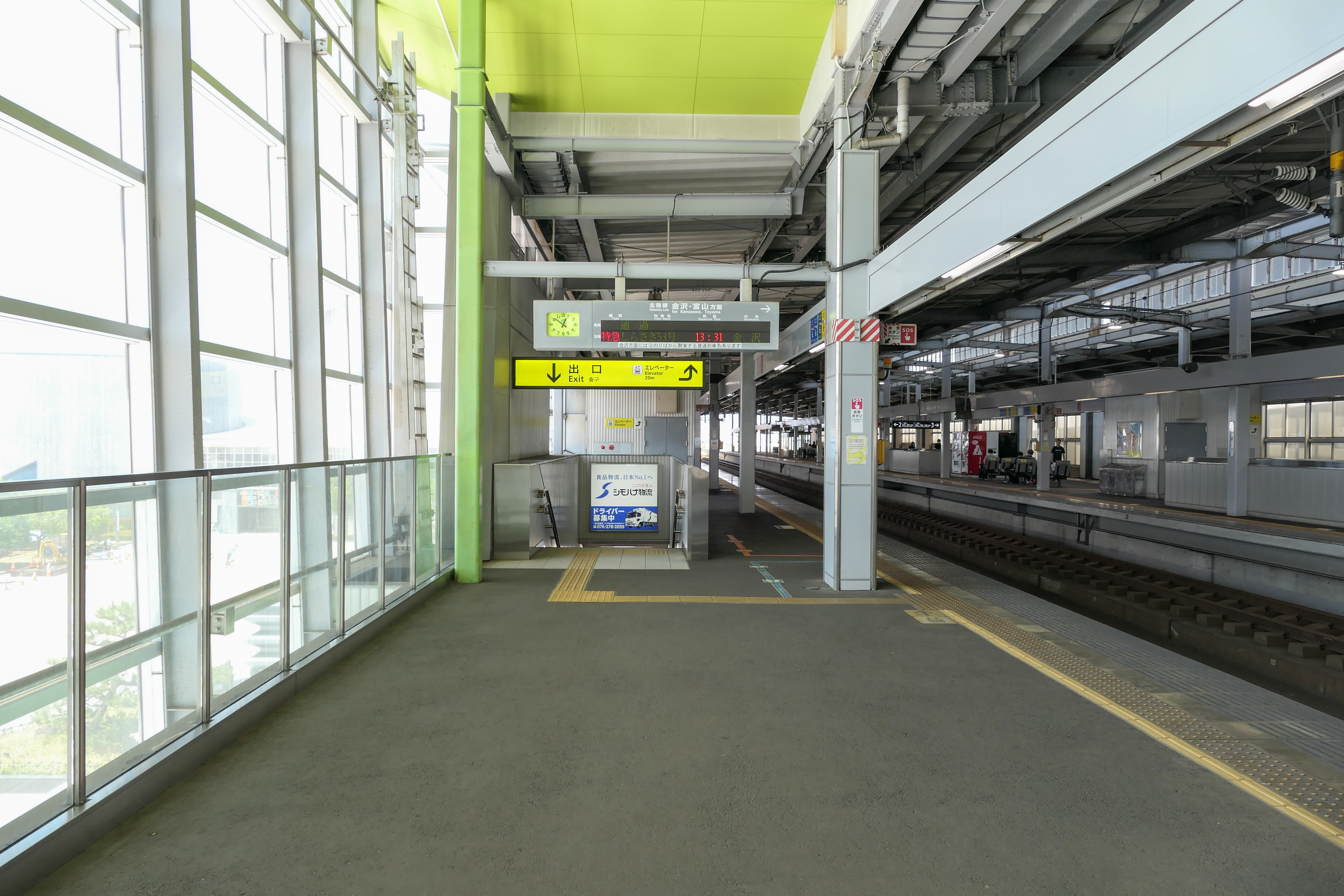
1號月台（2023年6月）

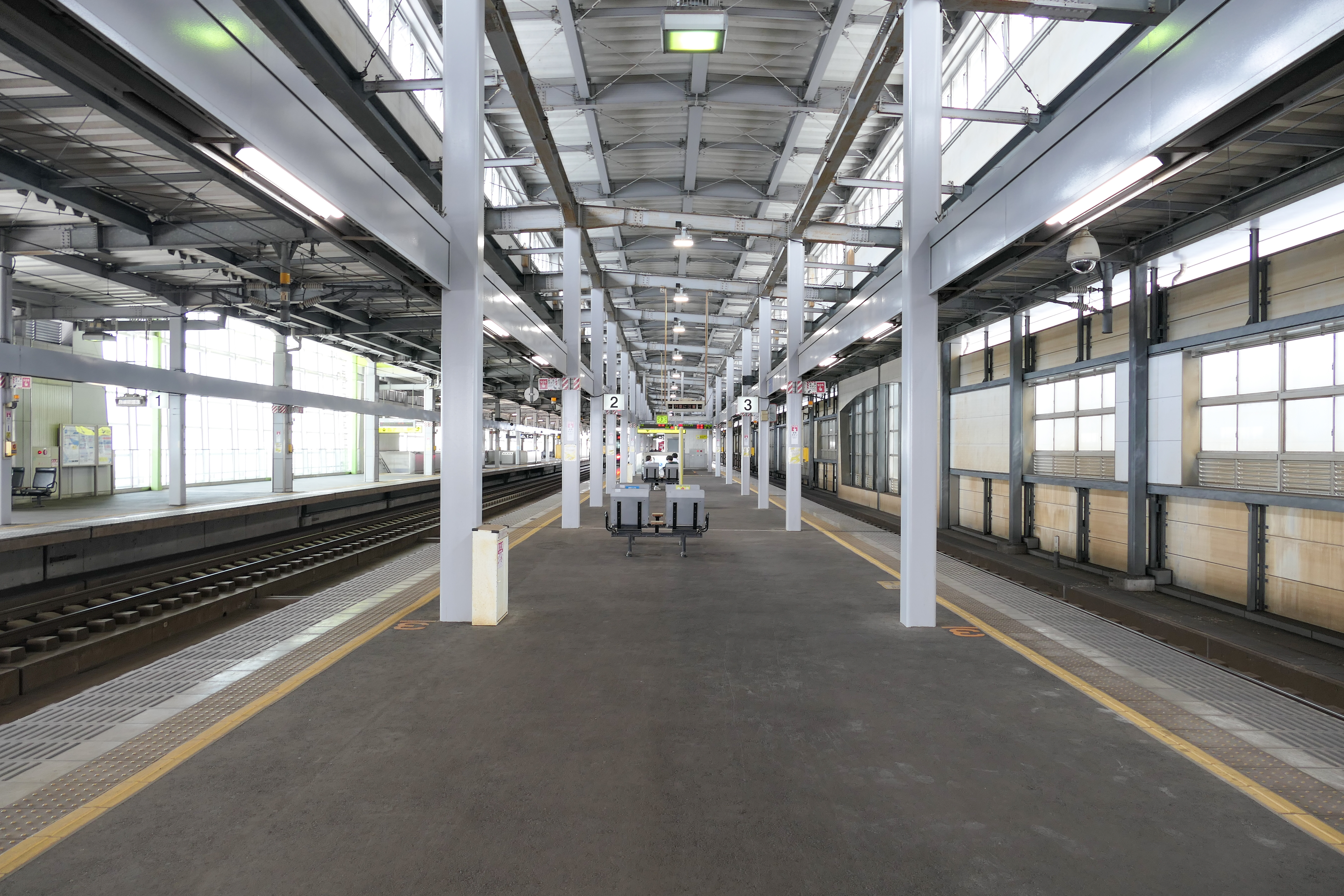
2號與3號月台（2023年6月）

本站為設有側式月台1面1線和島式月台1面2線，共2面3線月台的高架站。站內只設置一處驗票口。月台全部有屋頂覆蓋。
列車運行指令上，1號月台爲「下行本線」，2號月台為「中線」，3號月台「上行本線」。本站主要使用1號與3號月台，2號月台用作避讓特急列車或由金－本站間折返的区間列車使用。

#### 月台
| 月台 | 路線          | 方向 | 目的地                 | 備註                                               |
| ---- | ------------- | ---- | ---------------------- | -------------------------------------------------- |
| 1    | ■IR石川鐵道線 | 下行 | 金澤方向               | 由福井或敦賀開出的班次                             |
| 2    | ■IR石川鐵道線 | 下行 | 金澤、津幡方向         | 大部份區間車以此起訖，包括平日一班伸延至津幡的班次 |
| 2    | ■IR石川鐵道線 | 上行 | 福井方向               | 每天2班由金澤開出的列車                            |
| 3    | ■IR石川鐵道線 | 上行 | 大聖寺、福井、敦賀方向 | 絕大部份班次                                       |

#### 車站内的設施
除了樓梯外，還設有升降機和扶手電梯。
- 1F 車站大堂
  - 車站事務所
  - 綠窗口
  - 自動售票機、綠色（指定席）售票機
  - 剪票口
  - 候車室（入閘後）
  - 蕎麥面店
  - 便利店「7-Eleven Heart-in JR小松站店」
  - 購物廊
  - 洗手間
- 中2F 大堂 （入閘後區域）
  - 洗手間
- 2F 月台

#### 歷史
- 1897年9月20日：隨官設鐵道北陸線 福井站－本站間延伸開業，成爲北陸線的終點站。是爲石川縣内首個鐵路站。
- 1898年4月1日：官設鐵道北陸線 本站 - 金澤站間延伸開業。
- 1909年10月12日：隨国有鐵道的線路制定名称，官設鐵道北陸線米原站－魚津站間命名爲北陸本線，本站屬北陸本線。
- 1949年6月1日：隨日本国有鐵道法施行，由日本国有鐵道（国鐵）繼承。
- 1962年12月10日：北陸本線粟津站－本站間複線化。
- 1963年
  - 4月4日：北陸本線福井站－本站－金澤站間以交流電電氣化。
  - 9月27日：北陸本線本站－松梨號誌站間複線化。松梨號誌站廢止。
- 1966年3月：站舍重建爲第2代站舍。
- 1984年2月1日：停止處理貨物。
- 1986年11月1日：廢止行李運送的處理。
- 1987年4月1日：隨国鐵分割民營化，由西日本旅客鐵道（JR西日本）繼承。
- 1998年10月4日：高架化工程動工。
- 2002年11月18日：高架化[3]，重建爲現在的第3代站舍。
- 2017年
  - 4月1日：自動閘機開始使用[4]。
  - 4月15日：IC卡「ICOCA」開始在本站使用[4][5]。
- 2024年3月16日：隨北陸新幹線伸延，由IR石川鐵道繼承。

## 利用状況
根據「石川縣統計書」，近年1日平均乘車人數如下。
| 年度   | 1日平均乘車人數 |
| ------ | --------------- |
| 1995年 | 4,977           |
| 1996年 | 4,772           |
| 1997年 | 4,537           |
| 1998年 | 4,464           |
| 1999年 | 4,323           |
| 2000年 | 4,138           |
| 2001年 | 4,044           |
| 2002年 | 3,955           |
| 2003年 | 4,078           |
| 2004年 | 4,049           |
| 2005年 | 4,085           |
| 2006年 | 4,183           |
| 2007年 | 4,199           |
| 2008年 | 4,209           |
| 2009年 | 3,941           |
| 2010年 | 3,893           |
| 2011年 | 3,901           |
| 2012年 | 3,922           |
| 2013年 | 3,985           |
| 2014年 | 3,825           |
| 2015年 | 4,002           |
| 2016年 | 4,110           |
| 2017年 | 4,329           |

## 車站周邊

### 西口

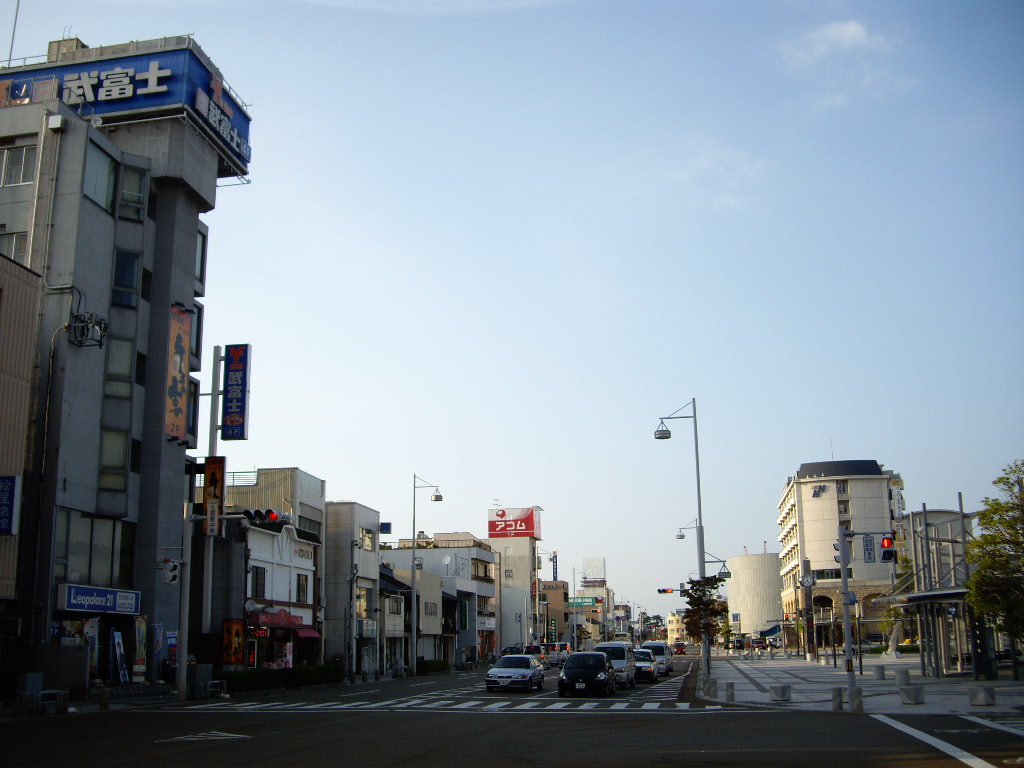
西口附近

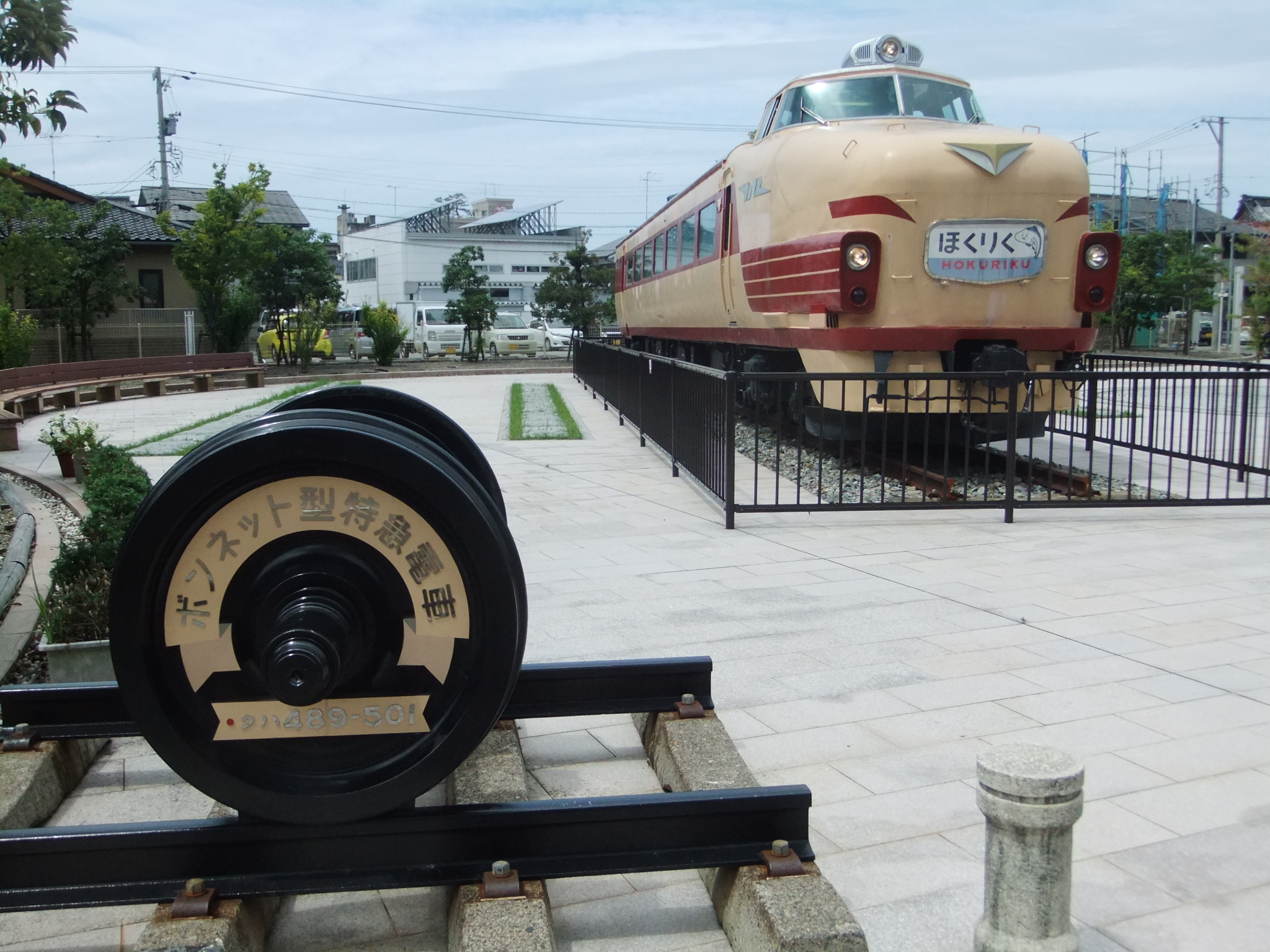
土居原引擎広場

- 小松A × Z廣場

爲酒店、公立小松大学、育兒支援設施等集一體的複合設施，2017年12月1日落成。。
- 小松市營停車場
- 石川縣小松藝術劇場Urara
- 小松曳山交流館MIYOSSA
- 市民廣場
- 小松市役所
- 芦城公園
  - 小松市立圖書館
- 金澤地方裁判所小松支部
- 小松站前郵局
- 小松大文字郵局
- 小松京町郵局
- 小松運動公園
- Maruei土居原店
- 土居原引擎罩廣場

### 東口
- 小松製作所 小松之杜
- Science Hill小松
- 小松村田製作所
- 小松郵局
- 小松市消防本部
- 石川県小松綜合廳舍
- 小松巴士 站前問訊處
- AL.PLAZA小松

## 相鄰車站
西日本旅客鐵道（JR西日本）
■北陸新幹線
金澤－小松－加賀温泉
IR石川鐵道
■IR石川鐵道線
粟津－小松－明峰

## 脚注
1. ↑  新幹線延伸祝うイベント各地で　小松駅にはユーミンがサプライズ登場，朝日新聞，2024年3月17日。
2. ↑  日本国有鐵道旅客局(1984)『鐵道・航路旅客運賃・料金算出表 昭和59年4月20日現行』
3. ↑  外山勝彦. . RAIL FAN (鐵道友之会). 2003-02-01, 50 (2): 21.
4. 1 2   (PDF). 西日本旅客鐵道／IR石川鐵道／愛之風富山鐵道. 2017-01-31  [2017-01-31]. （原始内容存档 (PDF)于2019-05-25）.
5. ↑   (PDF). 愛之風富山鐵道. 2017-01-31  [2017-01-31]. （原始内容存档 (PDF)于2019-05-25）.
6. ↑  石川縣統計書、小松市統計書
7. ↑  小松市統計書一覧 （页面存档备份，存于） - 小松市
8. ↑  JR小松駅前にホテルや育児施設 市街地活性化へ複合施設開業「こまつアズスクエア」、22年度末の北陸新幹線延伸開業にらみ （页面存档备份，存于）日本經濟新聞（2017年12月1日）

## 外部連結
- 小松｜車站資訊：JR出門網 - 西日本旅客鐵道（日語）
- 小松站 - IR石川鐵道 （页面存档备份，存于）（日語）